# Brittany Reimer
Brittany Reimer (* 3. Januar 1988 in Victoria, British Columbia) ist eine ehemalige kanadische Schwimmerin. Sie gewann bei Weltmeisterschaften je eine Silber- und Bronzemedaille. Hinzu kam eine Bronzemedaille bei Commonwealth Games.

## Sportliche Karriere
Brittany Reimer schwamm für die Surrey Knights.
Bei den Weltmeisterschaften 2003 in Barcelona belegte Reimer über 400 Meter Freistil den fünften Platz mit 1,67 Sekunden Rückstand auf die Drittplatzierte. Über 1500 Meter Freistil kam Reimer auf den sechsten Platz. Die kanadische 4-mal-200-Meter-Freistilstaffel erreichte das Finale und wurde Achte. In ihrem letzten Wettbewerb über 800 Meter Freistil schlug Reimer als Vierte an, 0,28 Sekunden nach der drittplatzierten Britin Rebecca Cooke.
Im Jahr darauf bei den Olympischen Spielen in Athen wurde Reimer 16. in den Vorläufen über 400 Meter Freistil. Tags darauf wurde sie 17. über 200 Meter Freistil. Da auf dieser Distanz Halbfinalläufe der besten 16 Schwimmerinnen aus den Vorläufen stattfanden, fehlten Reimer nur 0,07 Sekunden für die nächste Runde. Auch über 800 Meter Freistil schwamm Reimer die 17. Vorlaufzeit. Schließlich trat Reimer noch mit der 4-mal-100-Meter-Lagenstaffel an, die mit der elftbesten Zeit der Vorläufe ausschied.
2005 war Montreal Austragungsort der Weltmeisterschaften. Über 400 Meter Freistil schwamm Reimer die schnellste Vorlaufzeit. Im Finale wurde sie Vierte mit 0,07 Sekunden Rückstand auf die drittplatzierte Britin Caitlin McClatchey. Über 1500 Meter Freistil siegte Kate Ziegler aus den Vereinigten Staaten mit fast vier Sekunden Vorsprung vor der Schweizerin Flavia Rigamonti. Über drei Sekunden hinter der Schweizerin und fast zehn Sekunden vor der Viertplatzierten wurde Reimer Dritte. Mit der 4-mal-200-Meter-Freistilstaffel wurde Reimer Siebte. Über 800 Meter Freistil war Reimer wieder die Vorlaufschnellste. Im Finale gewann Kate Ziegler mit über zwei Sekunden Vorsprung auf Reimer, die 0,27 Sekunden vor der Japanerin Ai Shibata Silber gewann.
Im März 2006 fanden die Commonwealth Games in Melbourne statt. Brittany Reimer wurde Sechste über 400 Meter Freistil und Dritte über 800 Meter Freistil. Vierzehn Tage später bei den Kurzbahnweltmeisterschaften in Shanghai wurde Reimer Vierte über 800 Meter Freistil, lag aber über sechs Sekunden hinter der drittplatzierten Rebecca Cooke. Im August war Reimers Geburtsort Gastgeber der Pan Pacific Championships. Reimer wurde Siebte mit der 4-mal-200-Meter-Freistilstaffel und Sechste über 800 Meter Freistil.
2007 bei den Weltmeisterschaften in Melbourne trat Reimer auf den drei langen Freistilstrecken und mit der 4-mal-200-Meter-Freistilstaffel an, erreichte aber keinen Endlauf mehr.